# Honda Civic 2. Generation
Die zweite Generation des Honda Civic wurde im Sommer 1979 vorgestellt und bis Herbst 1983 produziert.

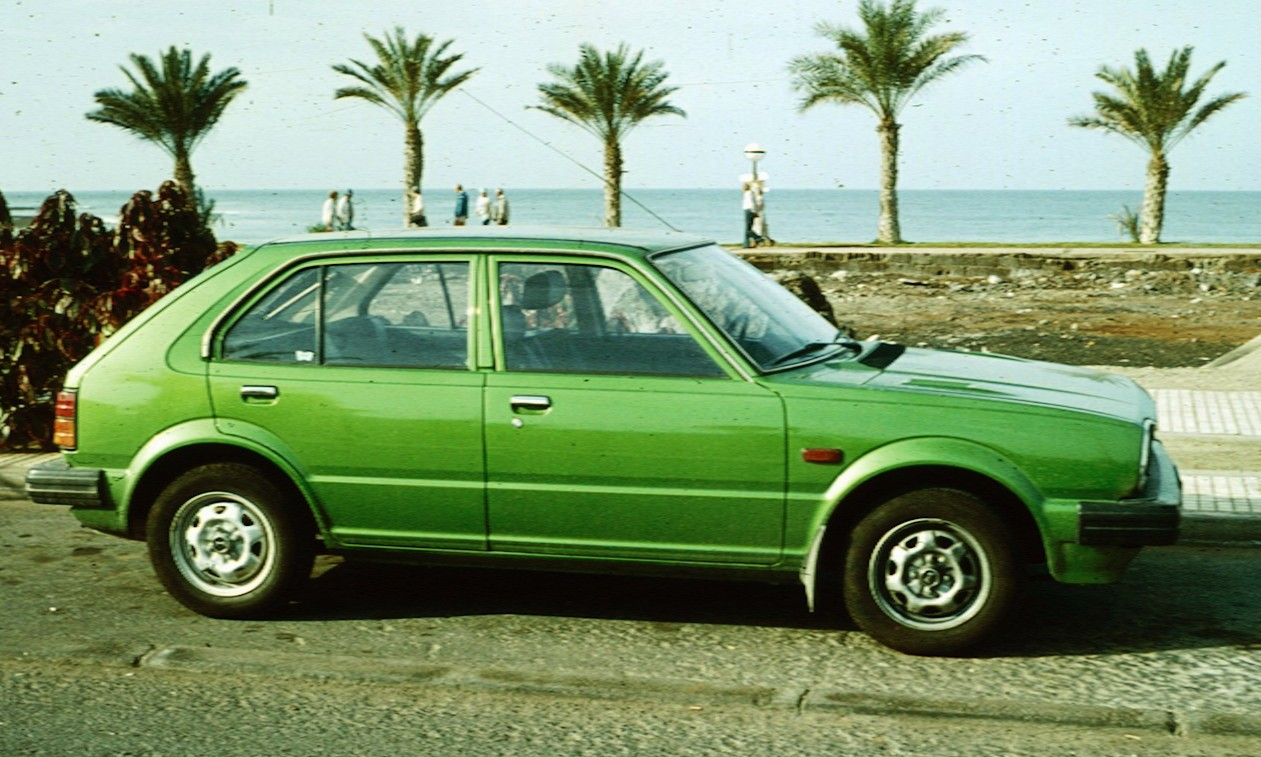
Honda Civic Fünftürer (1979–1983)

Das Fahrzeug war mit 1,3- und 1,5-Liter-Motoren lieferbar. Angeboten wurde der Civic mit Viergang-Schaltgetriebe oder mit der Zweigang-Hondamatic, später kamen das Fünfgang-Schaltgetriebe und die Dreigang-Hondamatic hinzu. Ab dieser Generation gab es den Civic auch als Stufenhecklimousine, die je nach Markt auch abweichend Honda Ballade genannt wurde.
Ab Frühjahr 1980 gab es auch einen Kombi im Programm, der technisch die Basis mit der längeren viertürigen Limousine (nur für Japan, USA, Schweiz) teilte. Die deutsche Variante war mit dem 1,3-Liter-Motor ausgestattet, die nordamerikanische (Country) erhielt den 1,5-Liter-Motor.

## Modellübersicht
| Modellcode | Typ       | Hubraum  | Bohrung × Hub | Verdichtung | kW (PS) | Motorcode | Bauzeit         |
| ---------- | --------- | -------- | ------------- | ----------- | ------- | --------- | --------------- |
| SL         | Dreitürer | 1335 cm3 | 72 × 82 mm    | 8,4 : 1     | 33 (45) | EN2       | 08/1979–09/1983 |
| SS         | Fünftürer | 1335 cm3 | 72 × 82 mm    | 8,4 : 1     | 44 (60) | EJ        | 08/1979–09/1983 |
| WC         | Kombi     | 1335 cm3 | 72 × 82 mm    | 8,4 : 1     | 33 (45) | EN2       | 03/1980–09/1983 |
| SS         | Fünftürer | 1488 cm3 | 74 × 86,5 mm  | 8,4 : 1     | 51 (69) | EM        | 08/1979–09/1983 |